# Парламентские выборы в Микронезии (2019)
Парламентские выборы в Федеративных Штатах Микронезии прошли 5 марта 2019 года. Одновременно с выборами проходил референдум относительно выборов Конституционного собрания.

## Избирательная система
Парламент Микронезии, называемый Конгресс Федеративных Штатов Микронезии, состоит из 14 сенаторов. 10 сенаторов избираются по одному от каждого избирательного округа на два года, а четыре сенатора избираются от каждого штата по системе пропорционального представительства на четыре года. На выборах 2019 года избирались все 14 представителей от округов. В связи с тем, что в Микронезии нет политических партий, все кандидаты являлись беспартийными.
После выборов Конгресс избирает президента и вице-президента Микронезии.
В отличие от Конституционного референдума, который для одобрения требует 75 % голосов в трёх из 4 штатов страны, голосование по организации такого референдума требует лишь простого большинства голосов избирателей.

## Предвыборная кампания
Избирались все 14 членов парламента. На выборах было зарегистрировано 32 кандидата, хотя кандидат в 1-м избирательном штата Трук отказался от участия, оставив Флоренсио Харпера единственным кандидатом от округа. Бывший президент Джозеф Урусемал также избирался без соперников во 2-м округе штата Трук.

## Результаты

### Парламентские выборы
Избирались все 14 членов парламента, из которых 13 депутатов были переизбраны.

### Референдум
Референдум был одобрен 61 % голосов. Таким образом, в Микронезии будет проведён Конституционный референдум.
| Выбор                                                                            | Избиратели | Избиратели | Голоса штатов      |
| Выбор                                                                            | Голоса     | %          | Голоса штатов      |
| -------------------------------------------------------------------------------- | ---------- | ---------- | ------------------ |
| За                                                                               | 9771       | 61,2       | 2 (Кусаие, Понпеи) |
| Против                                                                           | 6188       | 38,8       | 2 (Яп, Чуук)       |
| Недействительные/ пустые бюллетени                                               |            | -          | -                  |
| Всего                                                                            | 15 959     | 100        | 4                  |
| Зарегистрированных избирателей/ Явка                                             |            |            | -                  |
| Источник: Direct Democracy Архивная копия от 15 сентября 2019 на Wayback Machine |            |            |                    |